# Бакен, Чарли
Чарльз Мю́ррей Ба́кен (англ. Charles Murray Buchan, 22 сентября 1891, Пламстед, Гринвич, Англия — 15 июня 1960, Монте-Карло, Монако), более известный как Ча́рли Ба́кен (англ. Charlie Buchan) — английский футболист, центральный нападающий, капитан «Сандерленда», «Арсенала» и сборной Англии и известный спортивный журналист и комментатор. В составе «Сандерленда» стал чемпионом Англии в сезоне 1912/13 и лучшим бомбардиром Первого дивизиона в сезоне 1922/23. Является вторым в списке лучших бомбардиров за всю историю «Сандерленда» (221 гол). Как журналист — основатель журнала «Charles Buchan’s Football Monthly».

## Ранние годы
Чарли Бакен родился в деревне Плумстид, возле Лондона . Его отец, выходец из Абердина (служил в Горном полку) приехал в Лондон, чтобы стать кузнецом. С детства Чарли увлекся футболом и был фанатом ближайшей к его дому команды — «Вулвич Арсенал». Он любил смотреть на тренировки игроков, но у него не было денег, чтобы посмотреть матчи.
Он сменил две начальные школы (Хай Стрит Скул и Блумфилд Хайер Грейд), но во всех играл в футбол в школьных командах. В составе команды последней он даже выиграл кубок Вулвич Шилд, финал которого игрался на «Манор Граунд», домашней арене «Вулвич Арсенала».
Среднее образование Бакен получил в школе Вулвич Политехник и играл за их команду. Учась в этой школе, он мог играть по три игры за день (в субботу по утрам играла школьная команда, после обеда на том же поле играл клуб с таким же как у школы названием, а вечером иногда играли молодые ребята от которых отказались тренеры клубов. Бакен иногда участвовал во всех трёх матчах).
Бакен играл также и по утрам в воскресенье, несмотря на то, что Футбольная ассоциация запрещала воскресный футбол. На одном из матчей его игру отметил скаут «Вест Хэм Юнайтед» Чарли Пэйнтер, но хотел посмотреть как он будет развиваться, перед подписанием контракта. Тем временем, Чарли Бакен начал переговоры с «Вулвич Арсеналом», за резерв которого провёл 4 игры в сезоне 1909/10 (первый матч против «Кройдон Коммона» резерв выиграл 3:1, причём Бакен забил гол). Покинул команду из-за отказа клуба оплатить транспортные расходы — 11 шиллингов. Сезон он доиграл в высшей лиге Кента (англ. Kent Senior League) за «Нортфлит Юнайтед» и стал чемпионом этой лиги.

## Футбольная карьера
Перед началом сезона 1910/11 Чарли Бакен имел несколько предложений от профессиональных клубов (в том числе от «Бёри» и «Фулхэма»). Однако он хотел продолжить свою учёбу на учителя, потому отказался от предложения «Бёри». «Фулхэм» предлагал Бакену зарплату в 1,5 фунта стерлингов в неделю и возможность доучиться (в то время как «Бёри» предлагал 3). Поэтому Чарли согласился на предложение бывшего тогда профессиональным (играл в Южной футбольной лиге) клуба «Лейтон», так же позволявшего доучиться и платившего 3 фунта. Первую игру за «Лейтон» он провёл в сентябре 1910 года против «Плимут Аргайл».
В это время на него наибольшее влияние оказало наблюдение за игрой любителя из «Суиндон Тауна» и игрока Сборной Англии Харольда Флеминга (он скопировал один из его финтов) и одноклубника по «Лейтону» Кеннета Ханта, чемпиона Олимпийских игр 1908 (научился выбирать позицию на поле).

### «Сандерленд»
Сезон 1910/11 удачно складывался для Чарли Бакена и его захотели видеть у себя «большие» клубы. Так «Лейтон» отказался от 800 фунтов, предложенных за Чарли «Челси». В марте 1911 года Бакен переходит в «Сандерленд» за рекордные 1200 фунтов (предыдущий рекорд: 1000 фунтов за переход Алфа Коммона из «Сандерленда» в «Мидлсбро»). Позже Бакен жаловался, что из этой суммы ему досталось только 10 фунтов.
Дебют Бакена за «Сандерленд» состоялся 1 апреля 1911 года в выездном матче с «Тоттенхэм Хотспур» (матч завершился ничьей 1:1). После дебюта на «Рокер Парк» в матче против «Мидлсбро» (8 апреля 1911 года), капитан команды Джимми Геммелл шутя сказал Бакену, что «если ты будешь дальше играть также как сегодня, ты станешь Королём Сандерленда». В первых для Чарли матчах Первого дивизиона защитники пытались запугивать его. В матче с «Ноттс Каунти» 22 апреля 1911 года у него произошла стычка с защитником соперников Джеком Монтгоммери. Фанаты тоже не сразу приняли Бакена. По этой причине Чарли просил тренера Боба Кайла убрать его с фланга.
Вначале у Бакена долго не получалось забить. В шести матчах сезона 1910/11 он забил 1 гол, а в следующем — сезоне 1911/12 — он забил лишь 7 голов в 35 матчах. В ноябре 1911 года после одного из матчей он даже сказал тренеру: «Я больше никогда не забью за Сандерленд».
Бакену удалось наладить отличное взаимодействие с лучшим на тот момент нападающим «Сандерленда» Джорджем Холли. Четыре сезона, до начала Первой мировой Войны, они были лучшими нападающими команды. Чарли Бакен большой процент своих голов в это время забивал с передач Холли. 7 декабря 1912 года Бакен забивает 5 голов в ворота Кеннета Кемпбэлла, вратаря «Ливерпуля» и сборной Шотландии, причём в четырёх случаях ему только оставалось подставить ногу после передач Холли.
Перед началом сезона 1912/13 «Сандерленд» укрепился, купив защитников Чарли Глэдвина и Джо Батлера и нападающего Джеймса Ричардсона. В середине октября «Сандерленд» замыкал турнирную таблицу с двумя очками в семи матчах. Однако команда сыгралась и значительно поправила своё положение. К декабрю у Бакена, Холли и Мордью было по 12 забитых голов. В январе-феврале 1913 года «Сандерленд» одержал 6 побед подряд (3 гола Бакена), и стало понятно, что обогнать их может только «Астон Вилла». В апреле 1913 года «Сандерленд» провёл с «Астон Виллой» два матча подряд: 19 апреля в финале Кубка (поражение 0:1) и 23 апреля в чемпионате (на выезде ничья 1:1). Благодаря ничьей с главным конкурентом «Сандерленд» становится чемпионом. Бакен в чемпионском сезоне забил 30 голов в 45 матчах (27 голов в 36 матчах в чемпионате) и стал лучшим нападающим команды.
В двух сезонах перед перерывом на Первую мировую войну «Сандерленд» не добивался значительных успехов (7 и 8 место) и Бакен снизил результативность (13 и 23 гола соответственно).
C началом войны Чарльза Бакена призвали в Гренадерский гвардейский полк. В 1916 году его отправили на фронт и он видел битвы при Сомме, Комбре и Пашендейле. Бакена быстро повысили до звания сержанта, а в 1918 году он стал курсантом Офицерской школы в Каттерике, в Северном Йоркшире.
После войны Чарли вернулся к преподавательской деятельности в школе Кован Террас (англ. Cowan Terrace School) в Сандерленде. Однако вскоре бросил её из-за невозможности сосредоточиться и на футболе и на преподавании. В конце сезона 1919/20 он открывает магазин спортивной экипировки на Блэнтфорд стрит, недалеко от железнодорожного вокзала в Сандерленде.
После войны многие лучшие игроки «Сандерленд» ушли из команды, другие не могли набрать старую форму и команда после пятого места в сезоне 1919/20 дважды занимала 12-е. Бакен при этом неизменно был лучшим нападающим команды, забив 21, 27 и 21 гол соответственно.
В сезоне 1922/23 Боб Кайлу удалось собрать хорошую команду. Из чемпионского состава сезона 1912/13 в команде остался только Чарли Бакен. «Сандерленд» занял второе место, отстав от «Ливерпуля» на шесть очков, а Бакен с 30 голами (1 хет-трик и 1 покер) стал лучшим нападающим не только своей команды, но и Первого дивизиона.
В следующем сезоне Чарли забивает 26 голов (2 хет-трика) и помогает «Сандерленду» занять третье место. В мае 1925 года Герберт Чепмен посетил магазин Бакена и предложил перейти в «Арсенал». Бакен согласился и через два месяца оказался в «Арсенале».
За «Сандерленд» в чемпионате и Кубке Англии Бакен провёл 411 матчей, в которых забил 221 гол и является вторым (а по количеству голов в лиге — 208 — первым) бомбардиром «Сандерленда» после Бобби Гёрнея за всю его историю.

### «Арсенал»
За переход Бакена «Сандерленд» хотел 4000 фунтов стерлингов. «Арсенал» предлагал 2000, считая, что 4000 много за 33-х летнего игрока. Стороны договорились о переходе за 2000 фунтов, но за каждый гол Бакена в первом сезоне в «Арсенале», последний должен был доплатить 100 фунтов (контракт был подписан 3 июля 1925 года). В итоге переход обошёлся в 4100 фунтов — в первом сезоне Бакен забил 21 гол. Дебют за «Арсенал» состоялся 29 августа 1925 года в дерби с «Тоттенхэмом» (матч закончился поражением «Арсенала» 0:1).
С сезона 1925/26 ФИФА, по предложению Шотландской футбольной ассоциации, изменила правило «положения вне игры»: теперь, чтобы не был вне игры перед ним должно было быть только 2 игрока (ранее правило предусматривало 3 игрока). Большинство команд играло тогда по пирамидальной схеме 2-3-5. Бакен подал Чепмену идею оттянуть одного защитника назад, для облегчения защиты (схема 3-2-5). Чемпен эту идею успешно реализовал (система получила название «W-M» или «дубль-вэ»).
В сезоне 1925/26 «Арсенал» занял второе место, вслед за «Хаддерсфилдом», предыдущим клубом Чепмена («Сандерленд» занял третье место). Бакен, который был капитаном, забил 19 голов. Несмотря на большие финансовые траты на игроков в сезоне 1926/27, «Арсенал» занял 11 место, но хорошо сыграл в Кубке, где дошёл до финала. 23 апреля 1927 на Уэмбли «Арсенал» проиграл «Кардифф Сити» 0:1 из-за, по мнению очевидцев, ошибки вратаря Дэна Льюиса. Для Бакена это было второе поражение в финале Кубка.
В 1927 году «Арсенал» оказался в центре скандала: проверка, проведённая Футбольной ассоциацией, показала, что Чарли Бакен тайно получал дополнительные выплаты и таким образом нарушался установленный лимит зарплат, однако Бакен не был наказан. Сезон 1927/28 стал последним для Бакена в карьере игрока. В чемпионате и Кубке Англии Бакен провёл за «Арсенал» 120 игр, в которых забил 56 голов (49 голов в 102 матчах чемпионата), и по количеству голов за матч является одним из лучших форвардов в его истории.

### Сборная Англии
Первый свой вызов в сборную Бакен получил входе успешного сезона 1912/13 на матч против Ирландии, который состоялся 15 февраля 1913 года. Уже на 10 минуте он открыл счёт, однако Англия проиграла 1:2. После игры он был уличён во встрече с членом комитета по выбору игроков сборной и был отстранён от команды.
Возвращается в сборную он только 15 марта 1920 года. Снова забивает (на 7 минуте), но Англия опять проигрывает, на этот раз Уэльсу 1:2. В следующем его матче за сборную (14 марта 1921 года. Уэльс—Англия 0:0) он стал её капитаном. Всего за сборную он провёл ещё 3 игры (ещё раз выходил на поле с капитанской повязкой), в которых забил 2 гола (последний его матч за сборную: 12 апреля 1924 года. Англия — Шотландия 1:1).
| № | Дата           | Город    | Оппонент  | Счёт  | Голы Бакена | Соревнование       |
| - | -------------- | -------- | --------- | ----- | ----------- | ------------------ |
| 1 | 15 марта 1913  | Белфаст  | Ирландия  | 1 : 2 | 1           | Чемпионат Британии |
| 2 | 15 марта 1920  | Лондон   | Уэльс     | 1 : 2 | 1           | Чемпионат Британии |
| 3 | 14 марта 1921  | Кардифф  | Уэльс     | 0 : 0 | —           | Чемпионат Британии |
| 4 | 21 мая 1921    | Брюссель | Бельгия   | 2 : 0 | 1           | Товарищеский матч  |
| 5 | 10 мая 1923    | Париж    | Франция   | 4 : 1 | 1           | Товарищеский матч  |
| 6 | 12 апреля 1924 | Лондон   | Шотландия | 1 : 1 | —           | Чемпионат Британии |

## Журналистская деятельность
В марте 1928 года Чарли становится журналистом «Дейли Ньюс». Он пишет статьи о футболе, гольфе и крикете. В 1930 году он пишет книгу о футбольных тренировках для «Дейли Кроникл». В 1933 году он становится редактором футбольного ежегодника «Ньюс Кроникл» и впервые освещает матчи сборной Англии за границей (побывал в Риме на матче с Италией и в Берне со Швейцарией). В это же время Бакен начинает вести периодические радиорепортажи на Би-би-си.
Во время Второй мировой войны он, находясь в войсках местной обороны, продолжал писать репортажи о матчах. После войны он продолжил работу в «Дейли Кроникл» и был редактором футбольного ежегодника «Ньюс Кроникл» до 1957 года.
22 сентября 1947 года, возвращаясь на пароходе из Брюсселя, где сборная Англии обыграла сборную Бельгии 5:2, Чарли Бакен, Рой Пескетт, Арчи Квик и мистер Коулз, договорились о создании Ассоциации футбольных журналистов. Вскоре эта идея была реализована и был учреждён приз Лучшему футболисту года, и сегодня считающийся одним из самых престижных в Англии. Лучшего футболиста выбирают только журналисты — члены ассоциации, путём голосования. По итогам первого голосования лучшим в 1948 году стал Стенли Мэтьюз.
В сентябре 1951 года в собственном издательстве Charles Buchan's Publications Ltd, Чарли Бакен начинает издавать ежемесячный журнал «Charles Buchan's Football Monthly», главным редактором которого он оставался до своей смерти. Журнал издавался в течение почти 23 лет (274 выпуска) и на пике популярности в 1967 году выходил тиражом 250 тысяч экземпляров.
В 1955 году Чарли выпускает свою автобиографию «Вся жизнь в футболе» (англ. A Lifetime in Football), которая стала бестселлером и была продана в количестве более 1,5 миллионов экземпляров.
Умер Чарли Бакен во время отпуска в Монте-Карло, 25 июня 1960 года в возрасте 68 лет.

## Достижения

### Командные достижения
Сандерленд
- Чемпион Англии: 1912/13
- Финалист Кубка Англии: 1913

Арсенал
- Финалист Кубка Англии: 1927

### Личные достижения
- Лучший бомбардир Первого дивизиона Футбольной лиги: 1922/23
- Включён в список 100 легенд Футбольной лиги: 1998
- Включён в Зал славы английского футбола: 2013

## Статистика выступлений
| Клуб             | Сезон            | Лига | Лига | Кубок Англии | Кубок Англии | Прочие | Прочие | Итого | Итого | Товарищеские матчи | Товарищеские матчи | Всего | Всего |
| Клуб             | Сезон            | Игры | Голы | Игры         | Голы         | Игры   | Голы   | Игры  | Голы  | Игры               | Голы               | Игры  | Голы  |
| ---------------- | ---------------- | ---- | ---- | ------------ | ------------ | ------ | ------ | ----- | ----- | ------------------ | ------------------ | ----- | ----- |
| Сандерленд       | 1910/11          | 6    | 1    | 0            | 0            | 0      | 0      | 6     | 1     | 1                  | 1                  | 7     | 2     |
| Сандерленд       | 1911/12          | 31   | 7    | 4            | 0            | 1      | 0      | 36    | 7     | 0                  | 0                  | 36    | 7     |
| Сандерленд       | 1912/13          | 36   | 27   | 9            | 3            | 0      | 0      | 45    | 30    | 4                  | 5                  | 49    | 35    |
| Сандерленд       | 1913/14          | 36   | 13   | 5            | 2            | 1      | 1      | 42    | 16    | 0                  | 0                  | 42    | 16    |
| Сандерленд       | 1914/15          | 37   | 24   | 1            | 0            | 1      | 0      | 39    | 24    | 0                  | 0                  | 39    | 24    |
| Сандерленд       | 1915/16          | -    | -    | -            | -            | -      | -      | 0     | 0     | 1                  | 0                  | 1     | 0     |
| Сандерленд       | 1916/17          | -    | -    | -            | -            | -      | -      | 0     | 0     | 0                  | 0                  | 0     | 0     |
| Сандерленд       | 1917/18          | -    | -    | -            | -            | -      | -      | 0     | 0     | 1                  | 2                  | 1     | 2     |
| Сандерленд       | 1918/19          | -    | -    | -            | -            | 4      | 5      | 4     | 5     | 14                 | 8                  | 18    | 13    |
| Сандерленд       | 1919/20          | 36   | 21   | 4            | 5            | 2      | 2      | 42    | 28    | 2                  | 4                  | 44    | 32    |
| Сандерленд       | 1920/21          | 39   | 27   | 1            | 0            | 2      | 2      | 42    | 29    | 0                  | 0                  | 42    | 29    |
| Сандерленд       | 1921/22          | 40   | 21   | 2            | 0            | 0      | 0      | 42    | 21    | 0                  | 0                  | 42    | 21    |
| Сандерленд       | 1922/23          | 41   | 30   | 2            | 1            | 0      | 0      | 43    | 31    | 0                  | 0                  | 43    | 31    |
| Сандерленд       | 1923/24          | 39   | 26   | 1            | 1            | 0      | 0      | 40    | 27    | 1                  | 0                  | 41    | 27    |
| Сандерленд       | 1924/25          | 38   | 12   | 3            | 1            | 1      | 0      | 42    | 13    | 0                  | 0                  | 42    | 13    |
| Сандерленд       | Итого            | 379  | 209  | 32           | 13           | 12     | 10     | 423   | 232   | 24                 | 20                 | 447   | 252   |
| Профессионалы    | 1924/25          | -    | -    | -            | -            | 1      | 1      | 1     | 1     | 0                  | 0                  | 1     | 1     |
| Профессионалы    | Итого            | 0    | 0    | 0            | 0            | 1      | 1      | 1     | 1     | 0                  | 0                  | 1     | 1     |
| Арсенал          | 1925/26          | 39   | 19   | 6            | 1            | 0      | 0      | 45    | 20    | 5                  | 4                  | 50    | 24    |
| Арсенал          | 1926/27          | 33   | 14   | 7            | 5            | 0      | 0      | 40    | 19    | 1                  | 1                  | 41    | 20    |
| Арсенал          | 1927/28          | 30   | 16   | 5            | 1            | 0      | 0      | 35    | 17    | 0                  | 0                  | 35    | 17    |
| Арсенал          | Итого            | 102  | 49   | 18           | 7            | 0      | 0      | 120   | 56    | 6                  | 5                  | 126   | 61    |
| Всего за карьеру | Всего за карьеру | 481  | 258  | 50           | 20           | 13     | 11     | 544   | 289   | 30                 | 25                 | 574   | 314   |